# 上海科技大学
上海科技大学（ShanghaiTech University，缩写作；筹建时曾用名：上海高等研究大学），简称上科大，是主校区位于中國上海市浦东新区张江高科技园区·中区的一所以理工科为主的公立普通高等学校，由上海市人民政府和中国科学院共同举办、建设，由上海市人民政府主管。該大學亦是中國「雙一流」建設高校。

## 历史沿革
- 2011年，《上海市人民政府、中国科学院关于申请建立上海高等研究大学的函》（沪府函[2011]120号）。
- 2012年，《上海市教育委员会关于变更筹建中的上海高等研究大学（筹）校名的函》（沪教委发[2012]38号）。
- 2012年4月28日，《教育部关于同意筹建上海科技大学的通知》（教发函[2012]82号）。[5]
- 2013年9月3日，上海科技大学首届研究生开学典礼在中科院上海浦东科技园举行。
- 2013年9月30日，获得教育部批准同意正式建立，去“筹”。[6]
- 2014年9月30日，上海科技大学首届（2014级）207名本科生正式开学。
- 2016年10月14日，中共中央政治局委员、时任上海市委书记韩正等领导一行赴浦东张江调研，实地察看超强激光光源联合实验室等大科学设施项目，调研上海科技大学建设发展情况。
- 2016年11月20日，中共中央政治局委员、时任国务院副总理刘延东考察了超强超短激光试验装置和上海科技大学。
- 2017年5月28日，前中共中央总书记、国家主席、中央军委主席江泽民考察了上海科技大学[7]。
- 2018年6月5日，中共中央政治局委员、上海市委书记李强一行调研上海科技大学。
- 2018年6月16日，上海科技大学2018届毕业典礼暨学位授予仪式隆重举行。2016年度国家最高科学技术奖获得者、中国科学院院士、第三世界科学院院士赵忠贤先生作为特邀嘉宾出席毕业典礼并作主旨演讲。校务委员会主任徐匡迪，委员周小川、丁仲礼、翁铁慧、傅成玉为2018届毕业生校长奖、上海市优秀毕业生颁发荣誉证书。

## 院所设置
学校的建设方向是一所小规模、高水平、国际化的研究型大学，分设六所学院、五所研究机构、一所研究型医院（上海临床研究中心）与一个大科学中心。

### 学院

#### 物质科学与技术学院
物质科学与技术学院（School of Physical Science and Technology，SPST）的创始院长是美国国家科学院院士、美国艺术与科学院院士杨培东教授，现执行院长为陆卫教授。
学院重点研究领域有：
- 材料发现、设计与合成（材料化学、生物材料、合成与工艺、催化、纳米、高分子、表面科学、固态化学、软硬材料界面，环境传感和恢复材料）
- 凝聚态和材料物理（实验凝聚态物理、理论凝聚态物理、材料的物理行为、电子材料、储能材料、低维材料、量子材料、超材料、材料理论）
- 光谱与仪器科学（超快光谱学、散射和显微学、电子束和扫描探针技术及仪器、超快材料科学、原位电子显微学、原位超快光谱学、传感和检测）
- 材料系统工程

物质学院下设四个研究部：
- 光子科学与凝聚态物理研究部
- 系统材料学研究部
- 化学与物理生物学研究部
- 大科学平台发展研究部

#### 信息科学与技术学院
信息科学与技术学院（School of Information Science and Technology，SIST）的创始院长是王雪红，现执行院长为虞晶怡教授。
学院重点研究领域有：
- 电子科学与技术（集成电路设计、半导体光电芯片、物联网核心芯片、电力电子等）
- 信息与通信工程（新一代无线通信网络、信息论等）
- 计算机科学与技术（计算机视觉、信息安全等）

信息学院下设多个研究中心：
- 视觉与数据智能中心
- 智能网络中心
- 后摩尔器件与集成系统中心
- 智慧电气科学中心
- 自动化与机器人中心
- 智能医学信息研究中心
- 系统与安全中心

#### 生命科学与技术学院
生命科学与技术学院（School of Life Science and Technology，SLST）的创始院长是林海帆教授，副院长是刘冀珑教授与罗振革教授。
学院重点研究领域有：
- 表观遗传学
- RNA生物学
- 基因组学/蛋白质组学/系统生物学
- 干细胞生物学和再生医学
- 超分辨显微细胞学
- 化学生物学
- 药物研发

#### 创意与艺术学院
创意与艺术学院（School of Creativity and Art，SCA）的创始院长是黎瑞刚，执行院长是杨旸教授。开设与南加州大学合作的影视制作类非学历课程。

#### 创业与管理学院
创业与管理学院（School of Entrepreneurship and Management，SEM）的院长是方汉明，助理院长为杨宇。
创管学院为学生开设的课程主要有创新创业、金融学和工商管理三个方向，并从物质、信息、生命学院的在读本科生中招收这三个方向辅修专业的学生。

#### 生物医学工程学院
生物医学工程学院（School of Biochemical Engineering，BME School）创始院长为沈定刚。

### 研究机构

#### 免疫化学研究所
免疫化学研究所（Shanghai Institute for Advanced Immunochemical Studies，SIAIS）的所长为理查德·勒纳。研究所致力于认知生物分子基本结构和设计。

#### iHuman研究所
iHuman研究所（iHuman Institute）的所长为Raymond C. Stevens。研究所专注于人类细胞信号传导过程的基础和应用研究。

#### 数学科学研究所
数学科学研究所（Institute of Mathematical Sciences）创始所长为陈秀雄。

#### 人文科学研究院
人文科学研究院（Institute of Humanities）院长为张汝伦，为在校学生提供包括思想政治教育、文明通论、文学与写作、语言与交流、体质与健康、综合素养通识等方面的课程。

#### 2060研究院
2060研究院（Institute of Carbon Neutrality）属上科大院所系列，由中科院上海高研院、中科院上海应物所共建。研究院确立了以碳中和目标为导向开展前瞻性研究和集成创新研发、碳中和相关新型学科培育建设、碳中和领域创新人才培养、碳中和约束下的经济社会发展战略与咨询研究等为主要任务的发展战略布局，围绕2060碳中和国家战略发展需求，开展以未来清洁能源系统、化石资源的低碳高效转化技术和产业应用等为重点的科技创新活动和碳中和新型学科建设，开展碳中和框架下社会经济和生态的可持续发展研究，建设具有上科大特色和创新能力的碳中和研发和人才培养基地。

### 上海临床研究中心
2021年4月29日，上海临床研究中心（Shanghai Clinical Research and Trial Center，SCRTC）在上海科技大学正式揭牌成立。中心将按照三级综合医院进行规划建设，主要聚焦肿瘤和神经系统疾病，兼顾泛血管疾病、呼吸系统疾病、风湿免疫及肌肉骨骼疾病、感官系统疾病等重大疾病。中心工程建设项目预计将于2022年年中全面启动。

### 大科学中心
大科学中心（Center for Transformative Science）聚焦于大科学创新，特别是自由电子激光、同步辐射等极端探测能力的实现。大科学中心的学科方向包括光子科学大科学装置方法学和关键技术的研发，自由电子激光和同步辐射在生命和能源等领域的应用，非平衡态和超快物理/化学，光与电子和物质的相互作用，大数据分析和处理。

## 校园设施

### 主校区
主校区又称张江校区，正门（南门）位于华夏中路393号，是张江中区内中国科学院上海浦东科技园的主体部分。校区东临金科路，南临华夏中路（中环路），西近罗山路，北靠海科路。周边分布着中科院上海高等研究院、国家蛋白质科学中心（筹）、中国商飞上海飞机设计研究院和中科院上海药物研究所。
校区由Moore Ruble Yudell建筑设计事务所提供设计咨询意见，该意见获得2012年AIACC颁发的城区设计奖。实际最终设计由华东建筑设计研究院、同济大学建筑设计研究院、上海市政工程设计研究总院共同完成。
张江校区采用地下连通的设计，各学院建筑群均设有联通地下车库的下沉式广场。校区内设有会议中心、学院大楼、体育馆、体育场、图书馆、书院宿舍、公共教室等。
物质学院、信息学院、创管学院与创艺学院的建筑被设计交汇在同一个十字路口，旨在促进学科交叉互动。而生命学院的L型楼与Y型楼在校区北侧，与国家蛋白质科学中心（上海）分居海科路两侧。
校区总建筑面积70.15万平方米，总投资41.69亿元，建设资金由上海市财力安排解决。其中新校区一期工程建筑面积58.78万平方米（教学与实验、体育等设施及辅助用房约28万平方米，学生宿舍和教师公寓约16万平方米，地下建筑约15万平方米），总投资35.03亿元；大学产学研基地（科技园二期）项目总建筑面积11.37万平方米，总投资6.66亿元。

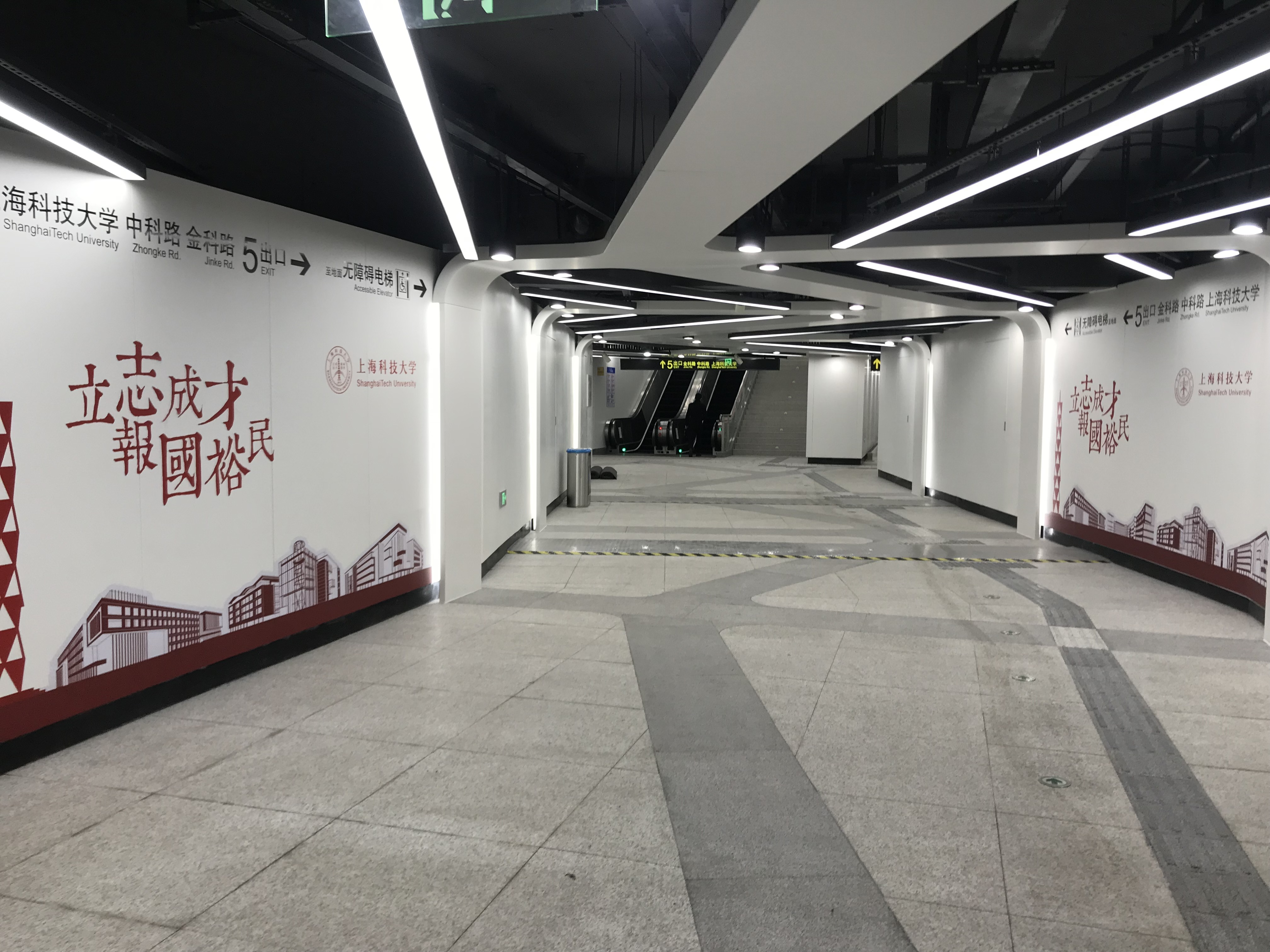
位于上海地铁13号线中科路站5号出入口的上海科技大学校训以及文化墙。中科路站位于上海科技大学东门外，于2018年12月30日开通。

张江校区东门外设有轨道交通13号线中科路站。在校园东北角，开设有上海张江海科雅乐轩酒店，与会议中心共用建筑。

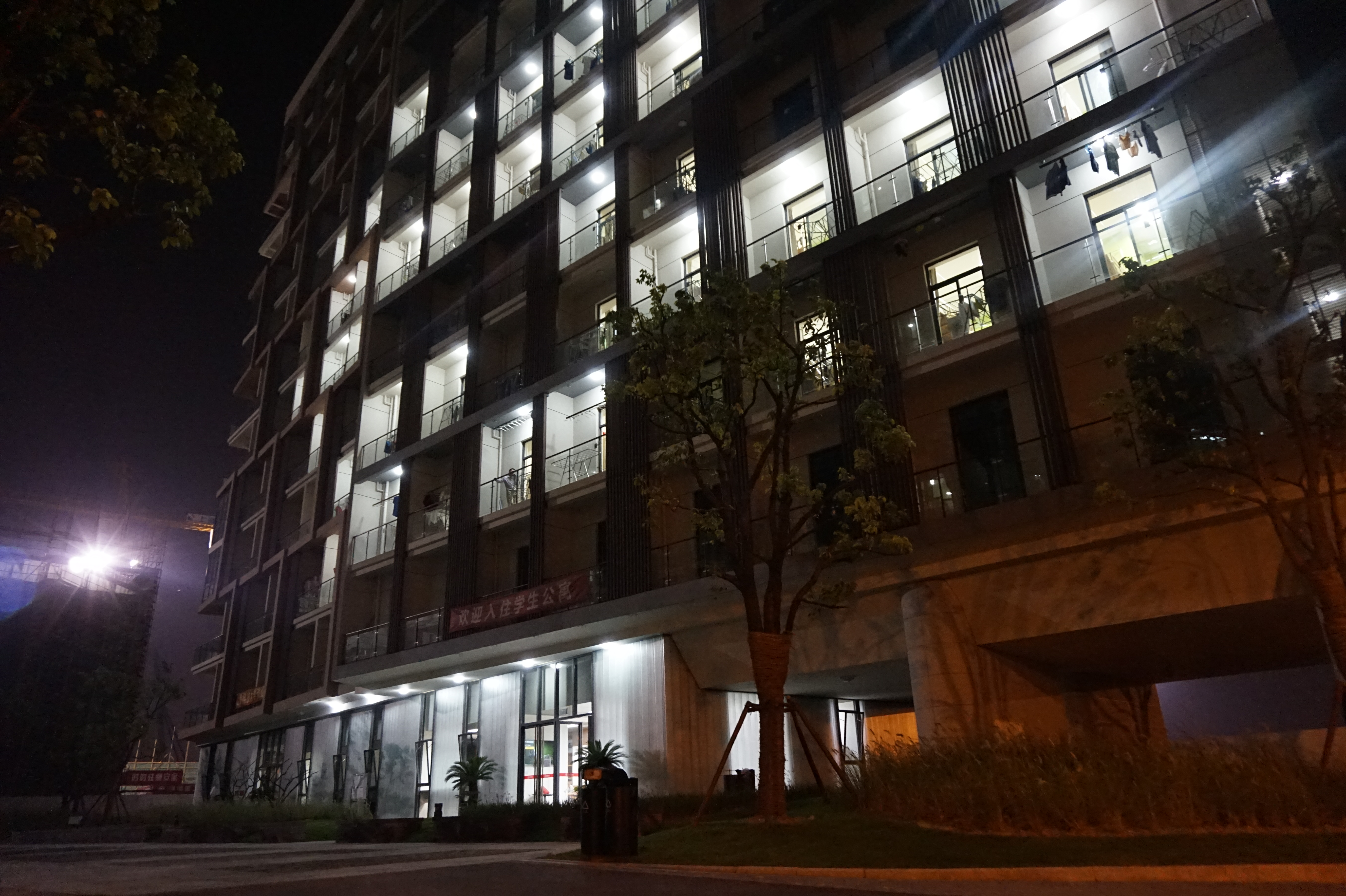
本科生宿舍1号楼外立面
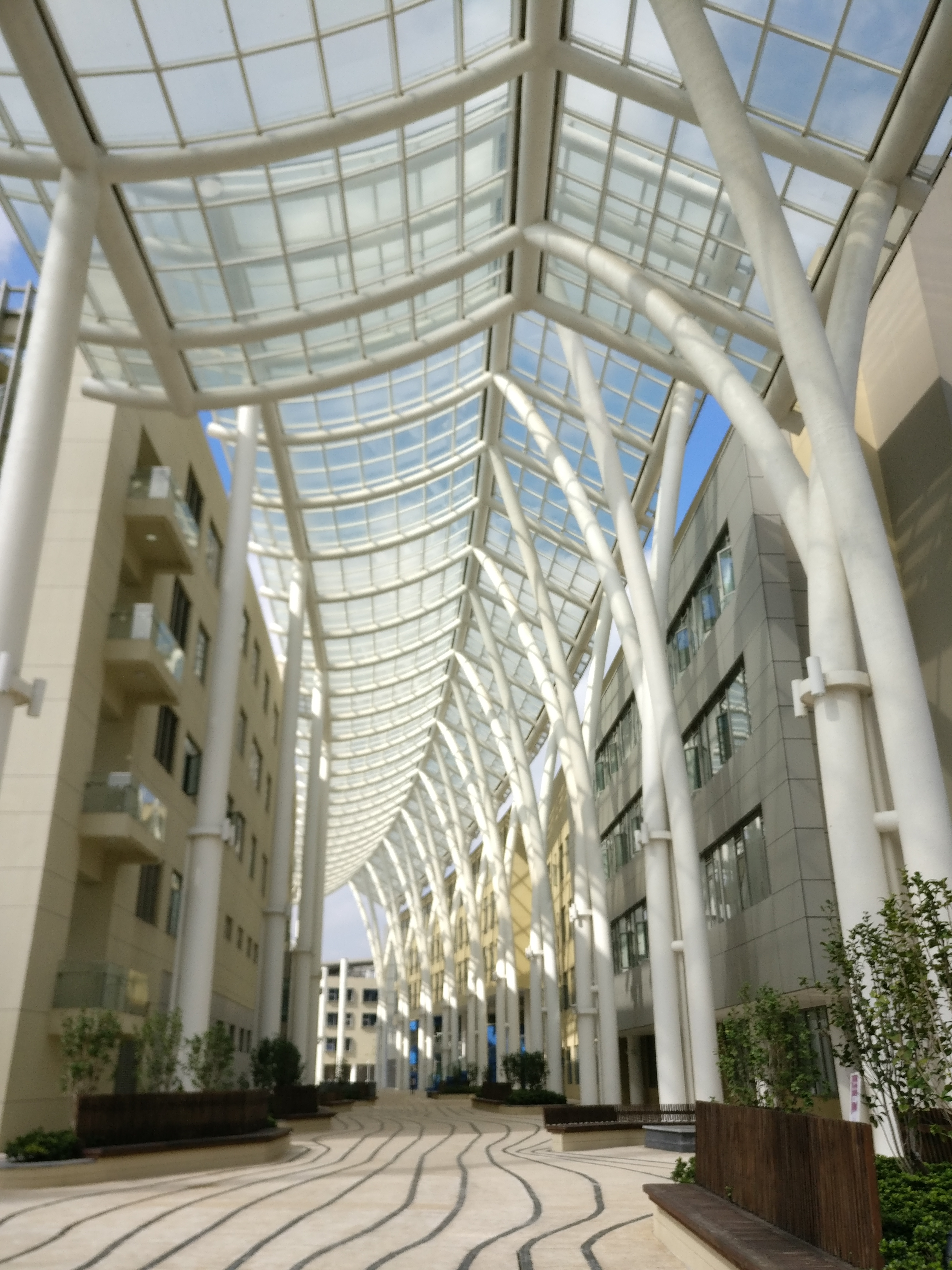
风雨长廊东尽头（日间）
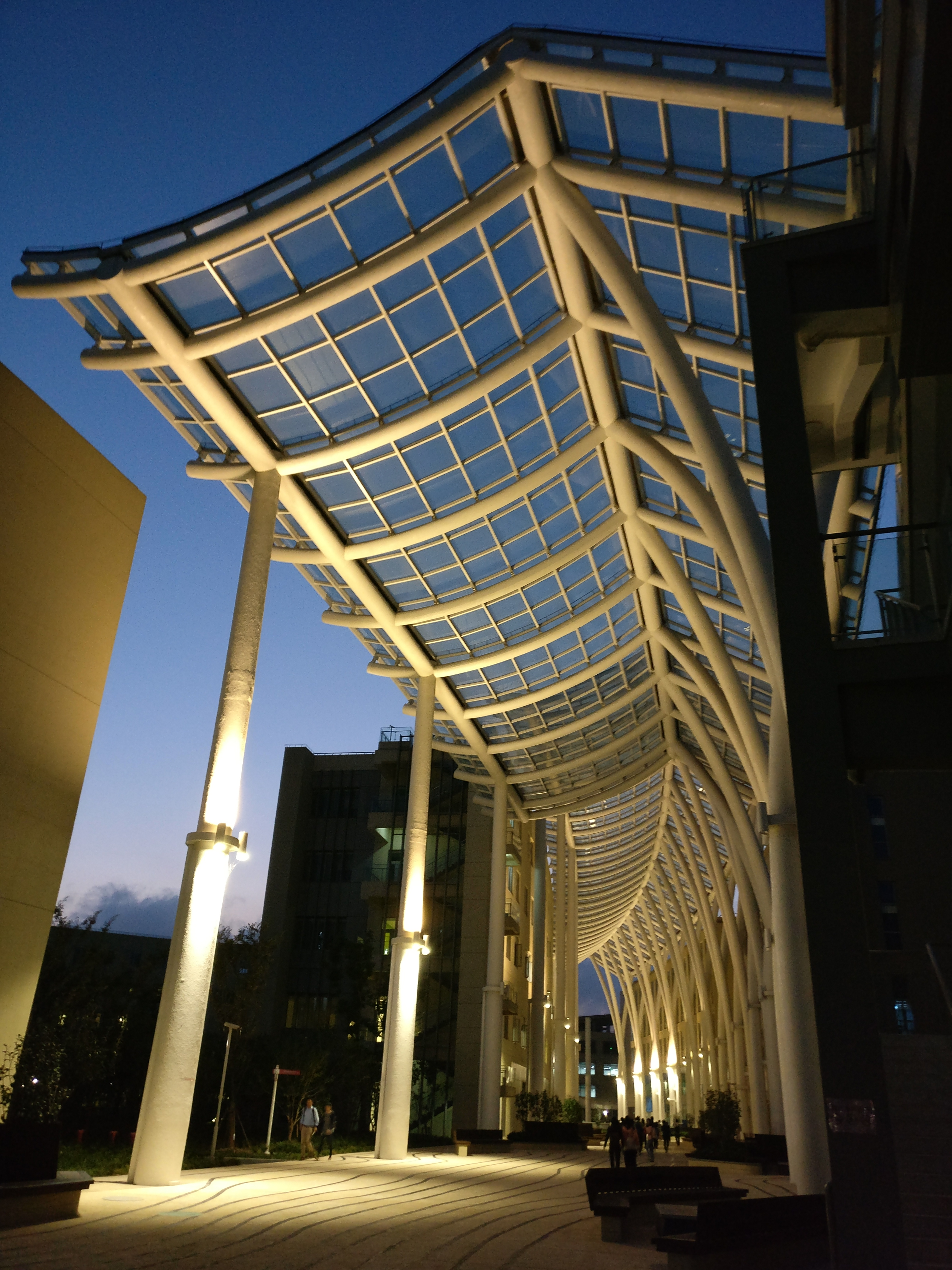
风雨长廊东尽头（傍晚）
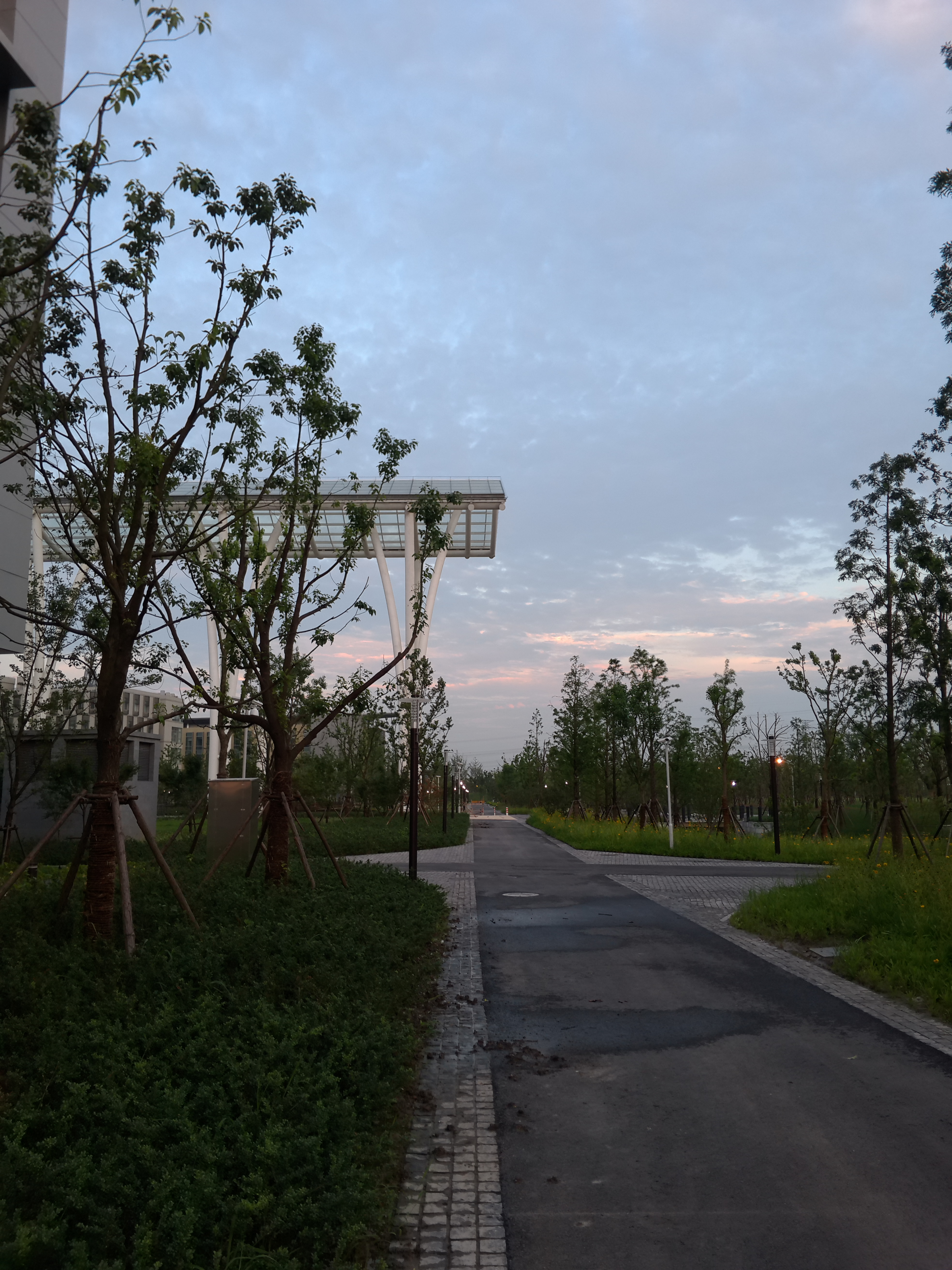
风雨长廊西尽头
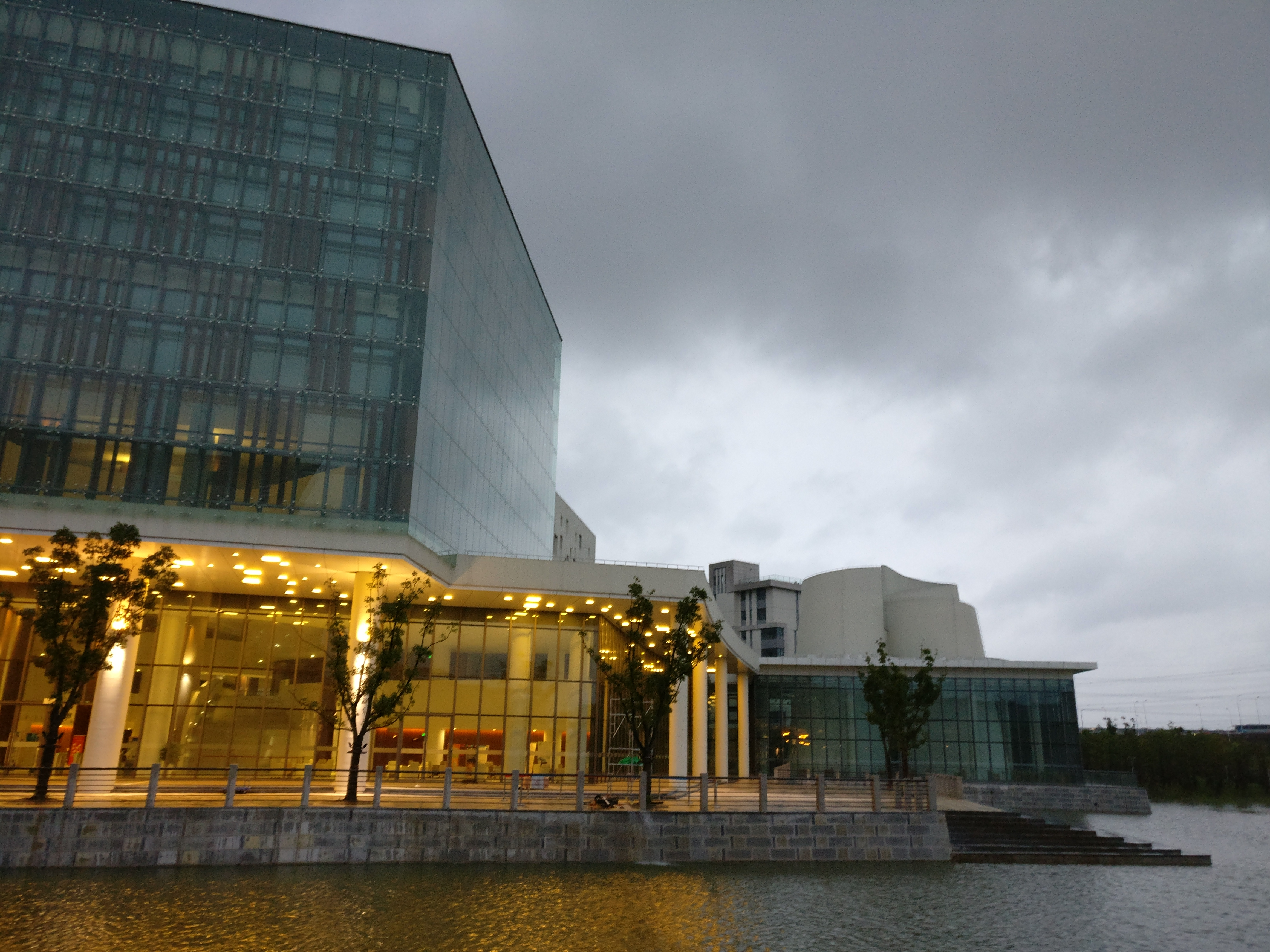
图书馆（西立面）
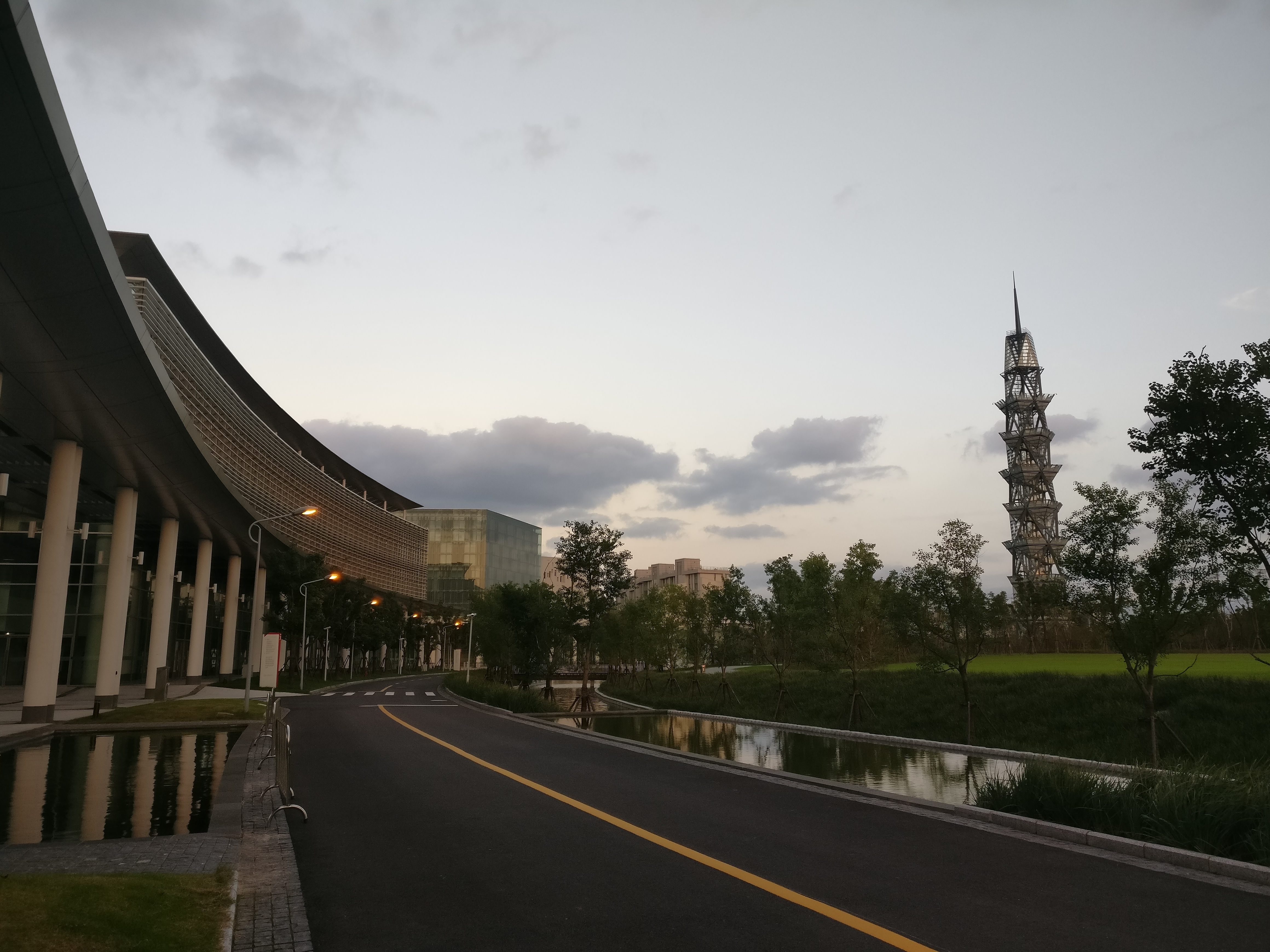
行政中心、教学中心前曲形长廊、物质塔
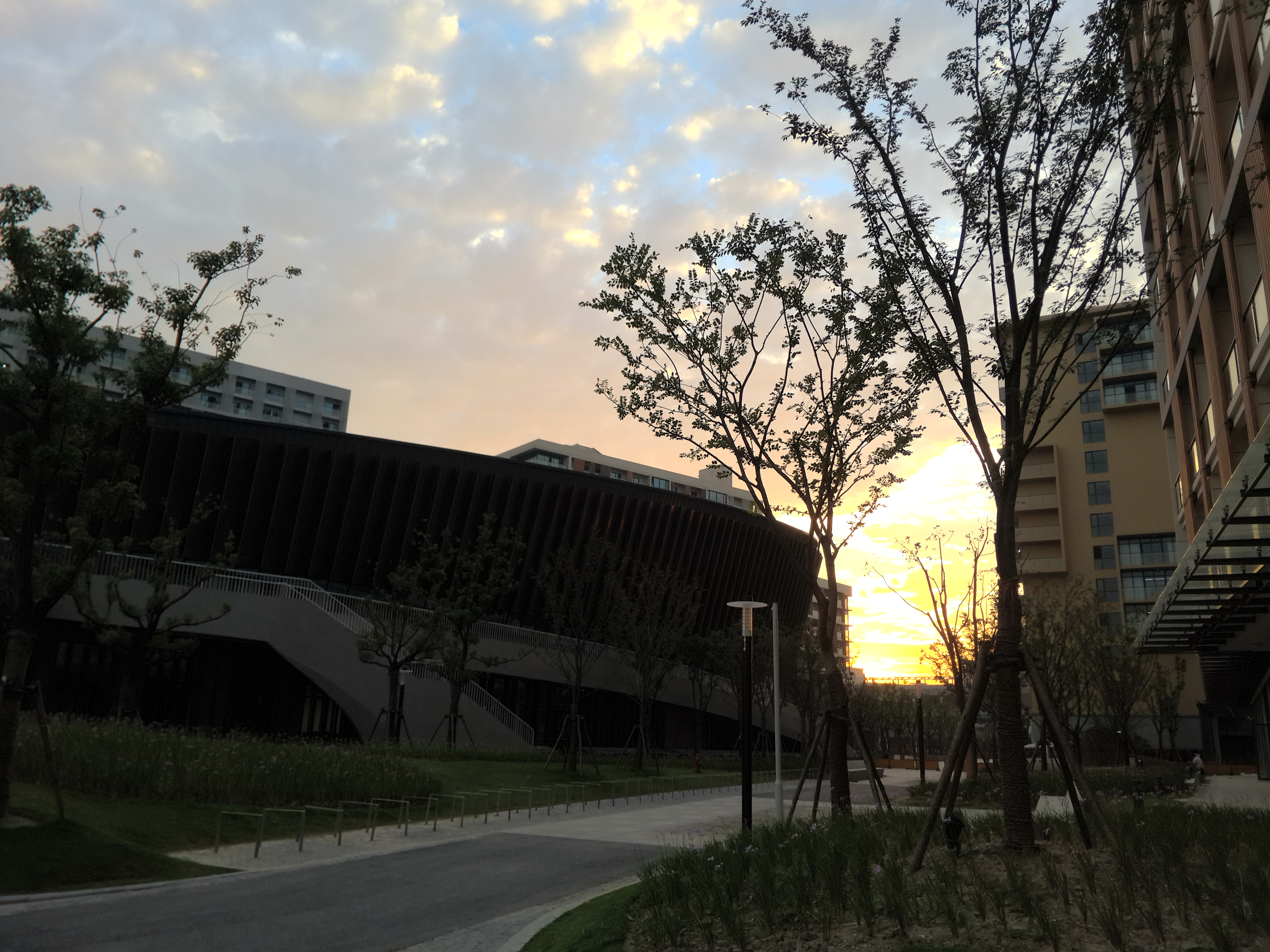
体育馆（左）与本科生宿舍3号楼（右）
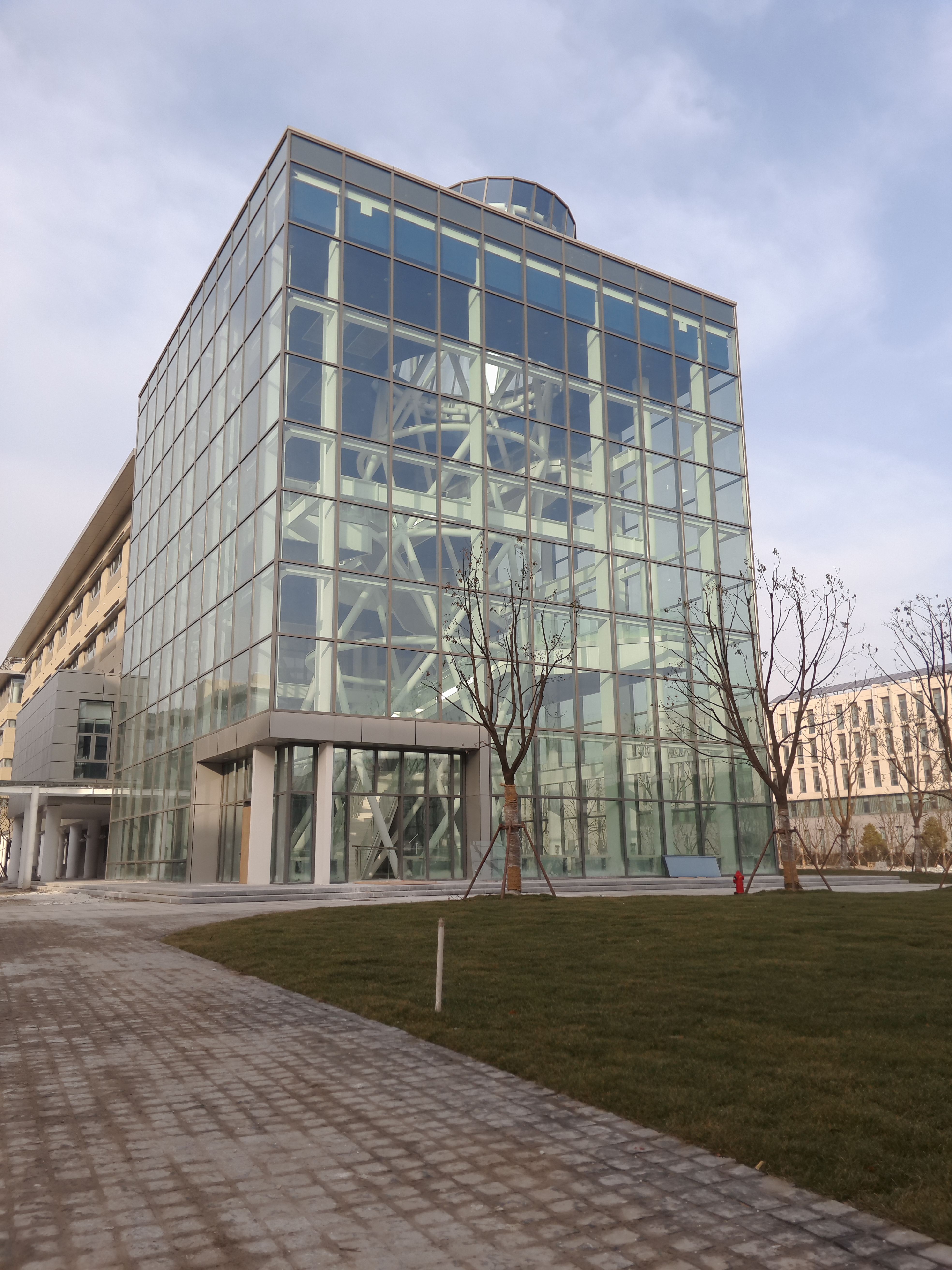
物质学院北立面
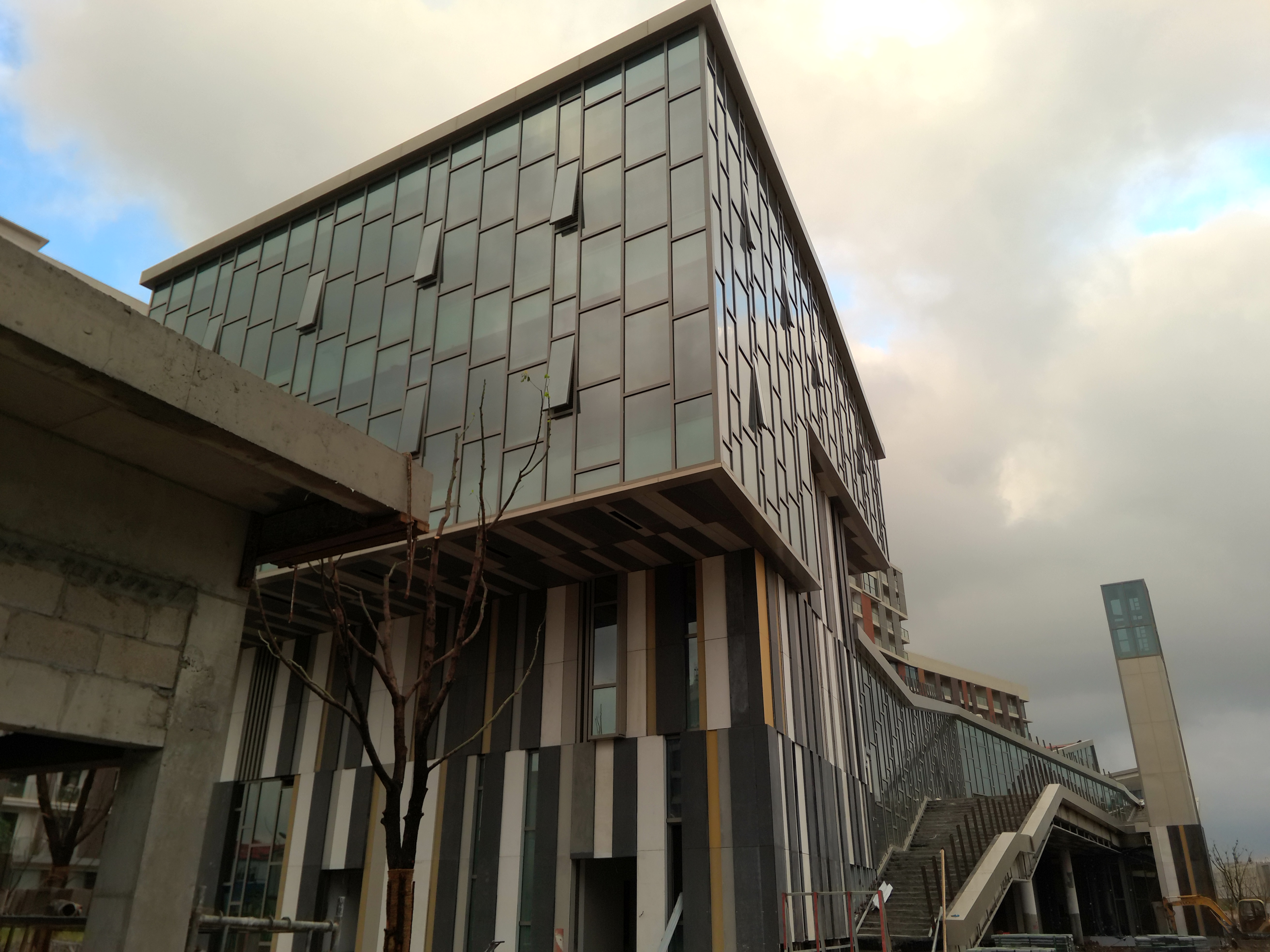
学生活动中心

### 徐汇校区

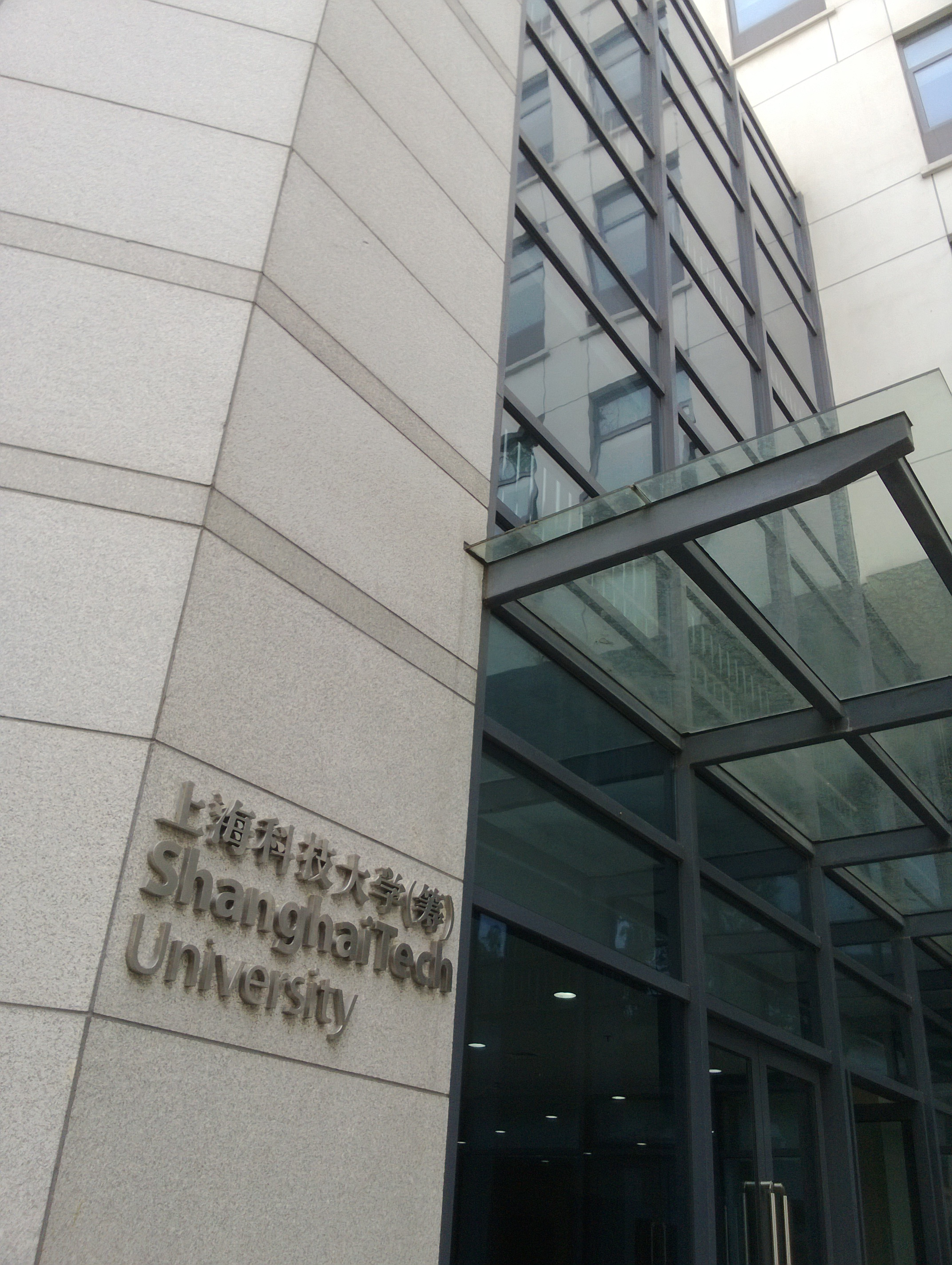
未去“筹”之前的岳阳路校区大楼

徐汇校区地处徐家汇商圈附近，乘坐轨道交通7号线、9号线至肇家浜路站，步行10分钟左右可达。校区所有教学、办公设施均在上海市徐汇区岳阳路319号中国科学院上海分院园区内的8号楼，该处为中科院上海药物研究所的原址。

### 过渡校区
过渡校区的地址为海科路100号，为上海科技大学向中国科学院上海高等研究院租借，与主校区相通。
过渡校区内曾按大学需求分设行政楼、教学楼与科研楼。其中，餐厅、图书馆、教室、实验室等设备一应俱全。自2016年9月起，几乎所有的本科生教学活动都不再于过渡教学区进行，10月起，几乎所有的行政办公室都搬迁至新校区行政中心。自2018年1月起，为配合张江实验室建设，剩余的科研设施也陆续由过渡校区搬迁至主校区内。

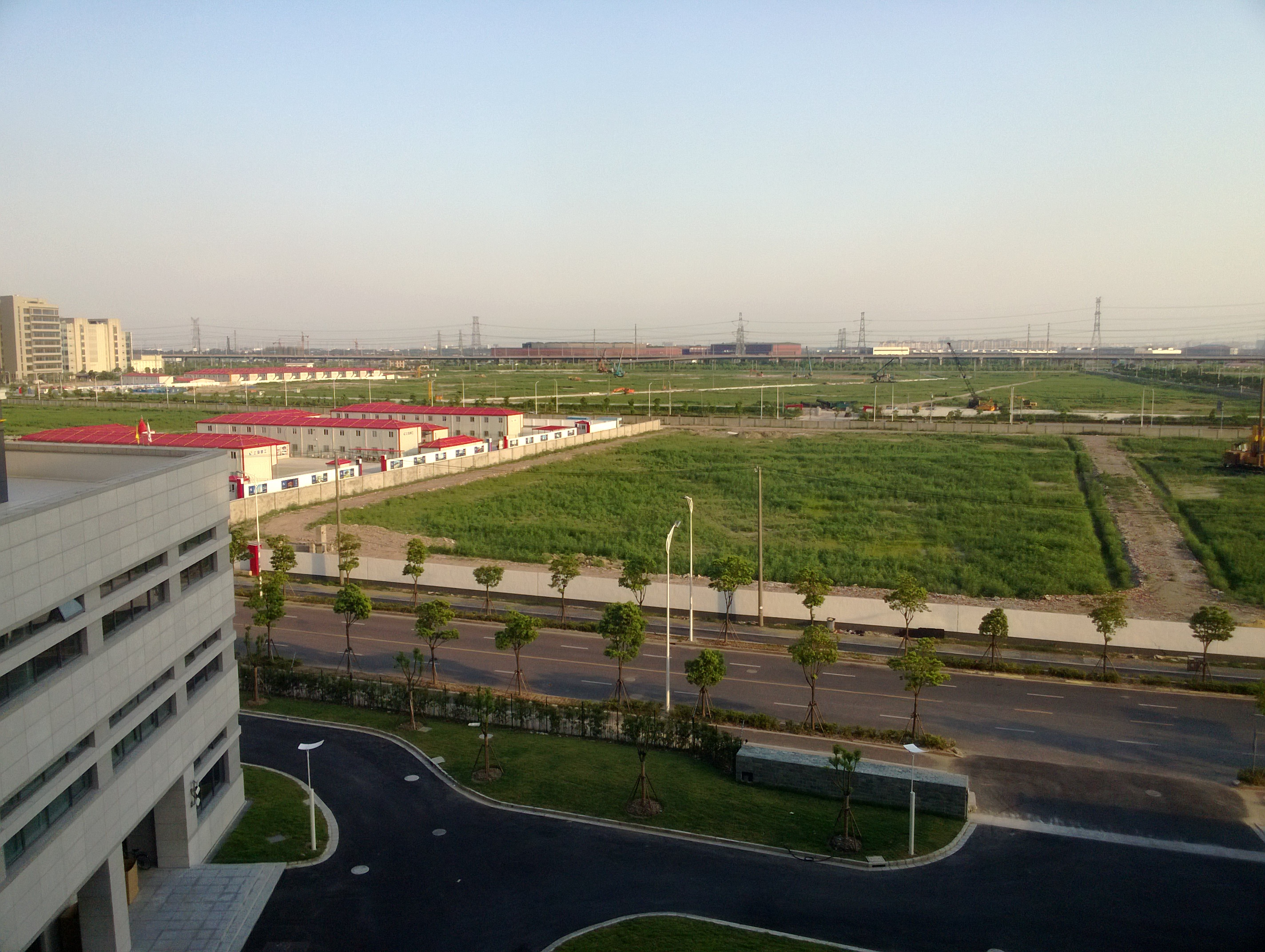
基坑施工前的校区工地
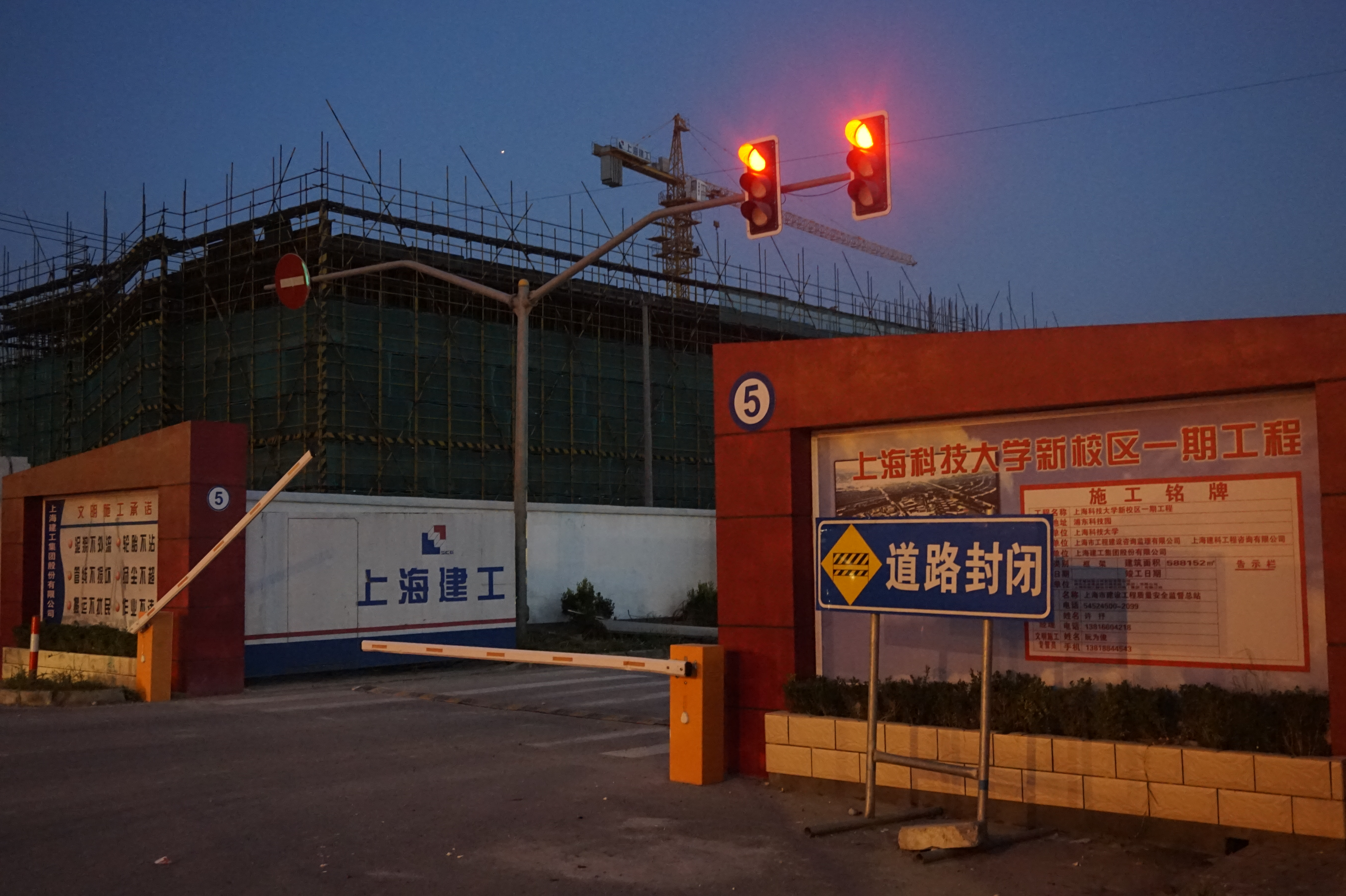
海科路科苑路路口工地大门
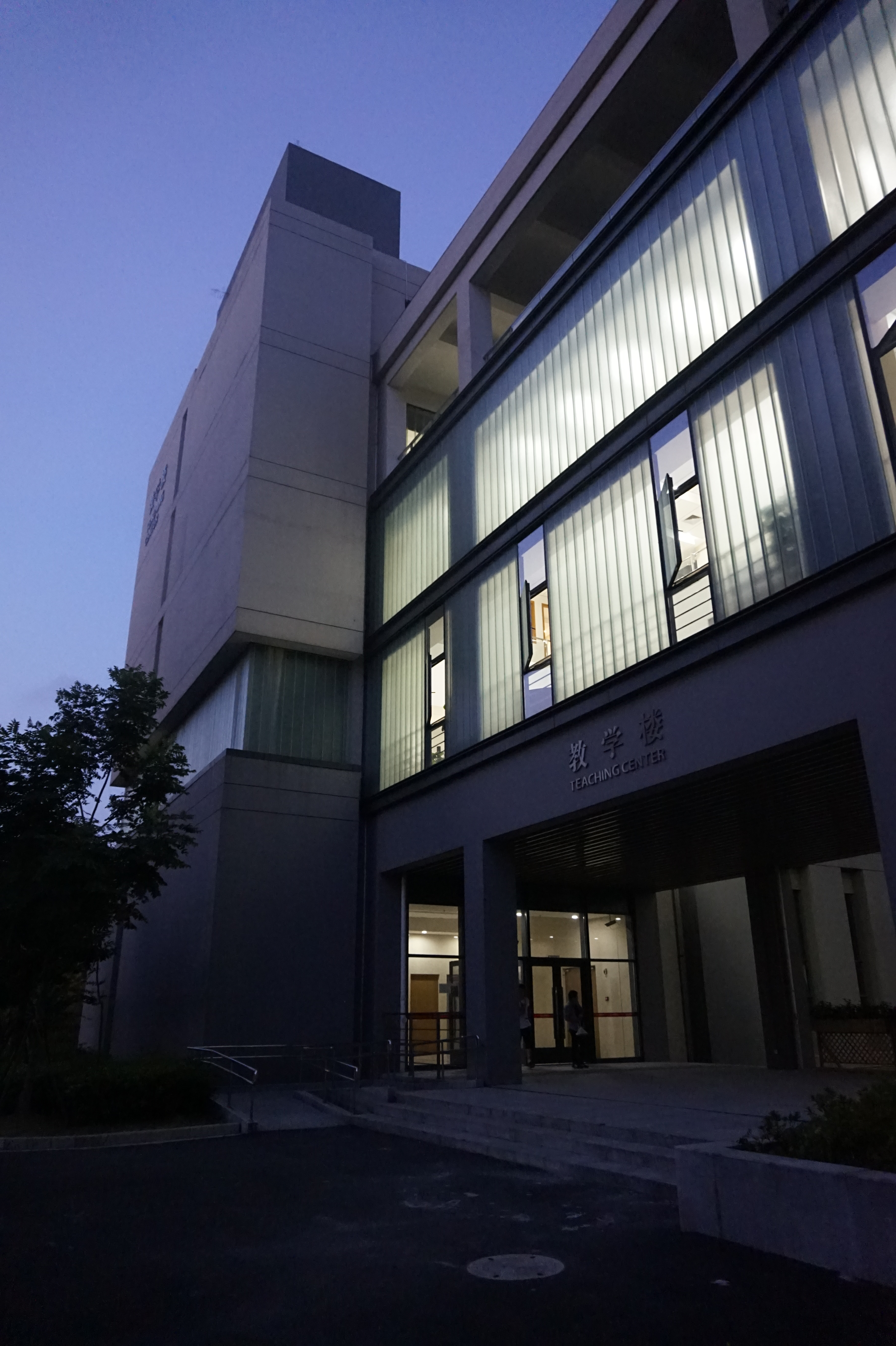
过渡教学区教学楼入口
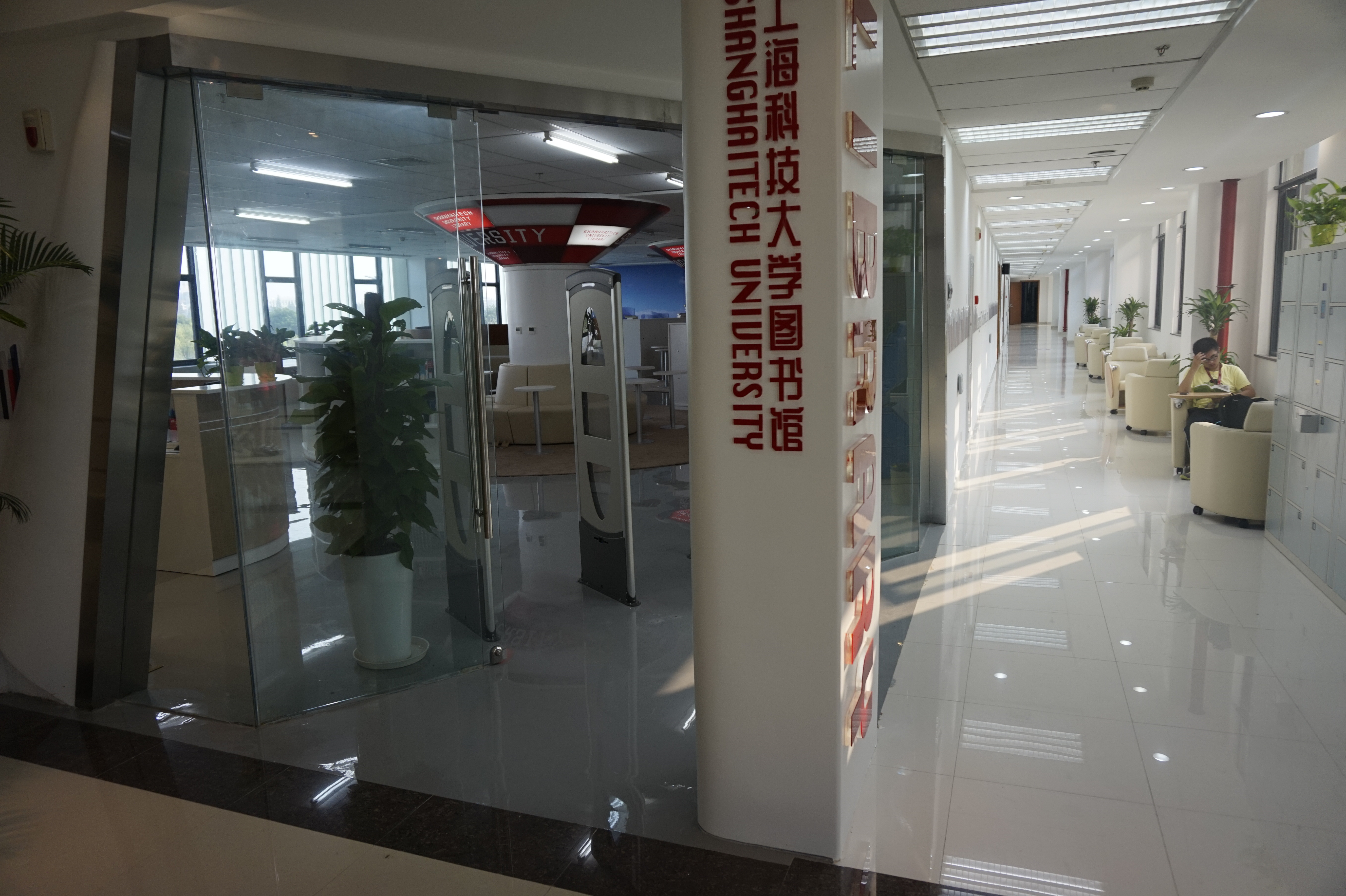
过渡教学区图书馆

## 教学管理
学校将与中科院上海分院系统进行充分的资源共享与合作。
学校在学生管理方面采用书院制。

### 历任领导

#### 校长
1. 江绵恒：2014年2月－2024年6月[15]
2. 封東來：2024年6月－[16]

#### 党委书记
1. 朱志远：2014年2月－2019年3月[15]
2. 李儒新：2019年3月－[17]

## 学术

### 本科生培养
本科生学年分为三个学期，秋季学期、春季学期与暑期小学期。其中，暑期小学期有短期的密集型专业课程、户外实践型课程、创新创业项目类课程、以及经典著作导读、外语、音乐、绘画课程可选。
本科生课程中有很大的比重是通识与跨学科课程，学校开设有一批原创性课程，如计算机科学导论、电子科技导论、现代生命科学导论，并在北京修远基金会支持下，与复旦大学、同济大学、华东师范大学合作开发了中华文明通论、世界文明通论、经典导读等课程。
自2017年起，随着校园内学生创新中心的开启，上科大也成为同济大学外，中国国内第一个落成“数制”工坊，并开设“智造学术”课程的高校。
创业与管理学院为所有专业的本科生提供经济学与设计思维方面的必修课与选修课，同时开设金融学、创新与创业和工商管理三个辅修专业供高年级本科生修读。
随着创意与艺术学院的建成，创艺学院开始为所有专业的本科生提供艺术方面的选修课，同时还计划开设电影辅修专业。

## 招生

### 本科生招生
上海科技大学本科招生纳入中国国家高等学校统一招生计划。2020年，学校面向北京、上海、山东、江苏、浙江、江西、福建、河南、四川、贵州、云南、辽宁、天津、湖北、陕西、湖南、甘肃、重庆共18个省（市）进行本科招生。
上海科技大学列入高考提前批次招生，可直接报考。招生同时设有校园开放日，历时约 24 小时，分不同场次进行，每次内容大体相同但有细微差别，涉及个人的综合素质考核，并据个人材料与开放日表现给出 A、B、C 三种高考加分档次，在考生档案进入上科大后给予加分，依据加分后高考总分择优录取，并满足录取考生的第一志愿专业。在上海、浙江、北京、天津、山东等施行新高考的地区，要求考生高考选考科目中包含物理。在江苏，应省级主管部门要求，考生须参加校园开放日并获得加分方能报考。
本科生招生专业为：物理学、化学、材料科学与工程、生物科学、生物医学工程、计算机科学与技术、电子信息工程。自 2019 年起，开设数学与应用数学专业，但在招生首年仅接受通过其他专业录取入校后转入该专业的申请。2020 年，数学与应用数学专业开始在北京招收第一志愿考生。2020 年起，创业与管理学院开始招收管理科学专业本科生，在重庆、浙江两个省份满足第一志愿招生，其他省份的同学需经过入校后的二次选拔。2021年起，创艺学院增设工业设计专业招生，侧重于3d打印。

### 研究生招生
目前，上科大独立招收研究生。早期，上科大曾依托中国科学院大学，与中科院上海分院各研究所进行联合培养招生。

## 校园文化

### 学生社团

#### 实践类
- 志愿者协会
- DIOM科创社
- 赛智社
- 心理协会
- STG社团

#### 学术类
- 辩论社
- Pursue Veritas
- Geek Pie[21]
- 推理社
- ACM社
- 白科技社
- 数学讨论社
- 物理社
- AI读书会
- Lavida Lab生物社
- MCM数学建模社

#### 体育类
- FITech健身社
- 跆拳道社
- Tik Tech街舞社
- 羽毛球协会
- 城市定向社
- iSports综合体育社
- 足球社
- 滑板社
- 轮滑社
- 骑行社
- 网球社
- 乒乓球社
- 拳击社
- 赛艇俱乐部[22]

#### 文艺类
- 管弦乐团
- Prism漫研社
- 07社
- 尘音合唱团
- eMotiV工作室
- 音乐社
- 国风民族文化社
- 文学社
- 摄影俱乐部
- 青逗相声社
- 礼仪队
- 记者团
- 手工社
- 戏剧社
- Icon&Font社
- DIY创意社
- Tiny World社
- 舞蹈队

### 体育赛事
- 校运动会
- “裕民杯”篮球比赛
- “路人王”3v3篮球比赛
- 研究生羽毛球比赛
- 师生乒乓球赛
- “新生杯”羽毛球赛
- “谁羽争锋”羽毛球赛
- “报国杯”足球赛

### 文艺活动
- 迎新晚会
- 新年晚会
- “立志杯”合唱比赛

### 讲座活动
学校面向学生，开设有“文明之光”、“科技之光”、“艺术之光”、“产业之光”、“信仰的力量——上海市思政名师社会主义核心价值观进课堂”等系列讲座，James E. Rothman、Elon Musk、 Kurt Wüthrich、张益唐等均在学校进行过讲座。学校还开设有更高规格的“上海科技大学讲座（ShanghaiTech Lecture）”，邀请过哈特穆特·米歇尔、易纲、朱棣文、周小川、朱民等知名人士。

## 国际合作
自上海科技大学筹建伊始，来此参访的有加州大学旧金山分校常务副校长Jeff Bluestone、芝加哥大学校长Robert J. Zimmer、魏茨曼科学研究学院院长Daniel Zajfman、香港城市大学校长郭位、麻省理工学院副校长Claude Canizares、帝国理工大学校长Keith O'Nions、马克斯·普朗克学会会长Martin Stratmann、阿卜杜拉国王科技大学校长Jean-Lou Chameau等。
目前，和上海科技大学签署有合作协议的学校有：
- 芝加哥大学分子工程研究所
- 加州大学伯克利分校化学院

目前，和上海科技大学签署有合作备忘录的学校有：
- 德雷塞尔大学
- 芝加哥大学

目前，与上海科技大学开展本科生交换项目的学校有：
- 麻省理工学院
- 哈佛大学
- 加州大学伯克利分校
- 耶鲁大学
- 伊利诺伊大学厄巴纳-香槟分校
- 康奈尔大学
- 芝加哥大学
- 德雷塞尔大学

其中，与麻省理工学院、加州大学伯克利分校和芝加哥大学的交换项目已列入国家留学基金委2017年优秀本科生国际交流项目资助项目。
目前，开展了其他合作活动学校有：
- 帕多瓦大学
- 南加州大学

## 声望排名

### CWUR世界大学排行
| 年份 | 排名 | 排行榜           |
| ---- | ---- | ---------------- |
| 2019 | 1070 | CWUR世界大学排行 |
| 2021 | 899  | CWUR世界大学排行 |

### 美国新闻与世界报道全球最佳大学排行
| 年份 | 排名 | 排行榜                             |
| ---- | ---- | ---------------------------------- |
| 2022 | 495  | 美国新闻与世界报道全球最佳大学排行 |